# Храх
Храх (лезг. Храх) — упразднённое в 1975 году село в Ахтынском районе Дагестана. На момент упразднения входило в состав Джабинского сельсовета.

## География
Село Храх расположено в восточной части Ахтынского района, в правом боковом придатке Магулахского ущелья Шалбуздагского хребта. До районного центра Ахты от села — 19 километров. До близлежащего села Ухул — 8 километров. Село делилось на кварталы: Агъа мягьле, Вини мягьле, ЯтIа мягьле. Вокруг села расположены урочища: Сурарал, КьенечIал, Кьамух, ЧIулавар, Кал, Ягъун пел, Некьерал, Шимик, Ругундал, Рекьих, Булян ник, Юргъадал, Эмиран векь, Салманан ягъв, Тартар кIам, Яран къван, Кьиблед къван. Родники: ПIирен булах, Лекьер булах, КпIад булах, Замана булах, Алид булах, КтенечI булах, Пифер булах.

## История
С начала XVII века по 1839 год Храх входил в Докузпаринское вольное общество. В 1839 году село было присоединено к Российской империи. Храх относился к Докузпаринскому наибству Самурского округа. Вместе с сёлами Ухул и Лгапиркент образовал Ухульское сельское общество. В 1929 году Храх был включён в состав новообразованного Ахтынского района. Вместе с сёлами Лгапиркент и Ухул образовал Ухульский сельсовет. В колхозе «Победа» работало 204 колхозника. Имелось — 217 голов КРС и 1700 голов МРС. В 1960-е годы жители села переселились в село Курукал и другие сёла Дагестана. В данное время село пустует. В селе находится достопримечательность: украшенная орнаментом мечеть XVIII века.

## Население
До переселения в селе Храх жили лезгины, мусульмане-сунниты. В 1869 году в селе проживало 269 человек, из них мужчин — 140, женщин — 129. Село состояло из 34 домов. В Южном Храхе проживало 102 человека, 58 мужчин и 44 женщины, домов было 15. В 1886 году население села составляло 367 человек.. В 1961 году в 71 хозяйстве селения проживало более 300 человек. На данный момент в селе никто не живёт. Жители села делились на тухумы: Папар, ТIентIишар, Абуяр, Мусаяр, Ниязар, Эбежияр, Миркьецар, Хъемеяр, Жиндирар.